# بوژیتسا
بوژیتسا (به صربی: Božica) یک منطقهٔ مسکونی در صربستان است که در سوردولیکا واقع شده‌است. بوژیتسا ۳۳۳ نفر جمعیت دارد.